# Kaschwitz

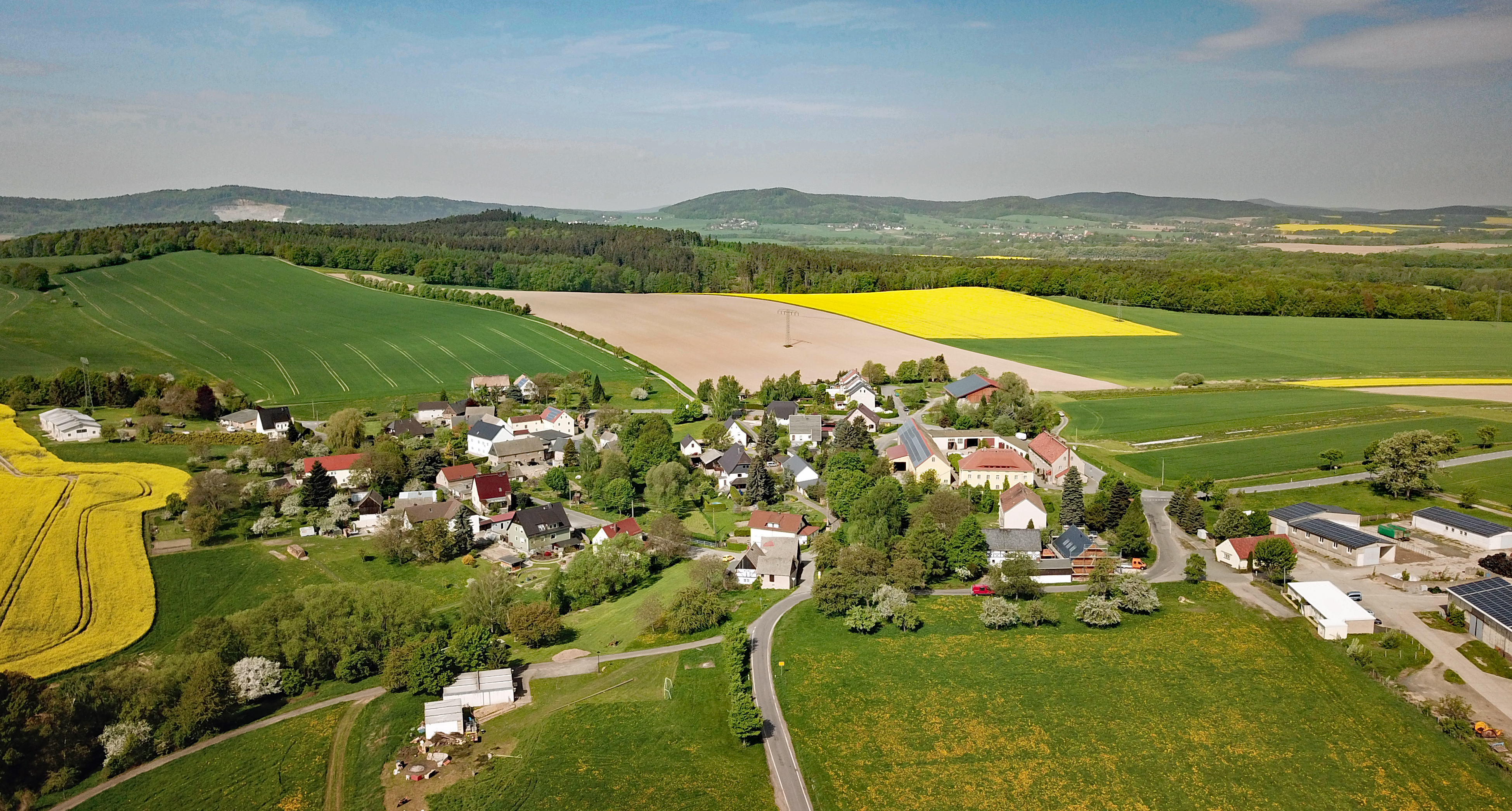
Luftbild

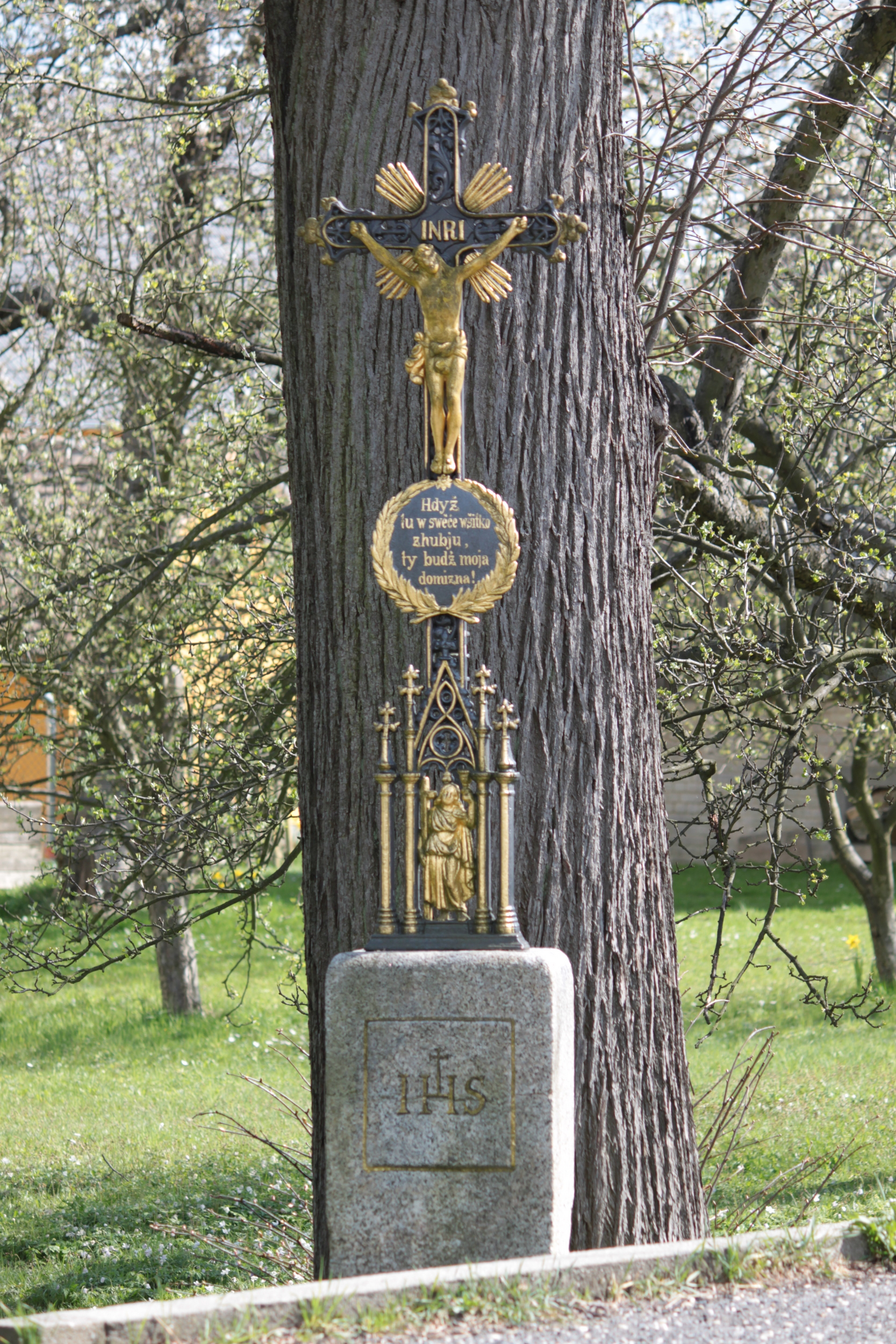
Wegkreuz mit sorbischer Aufschrift in der Ortsmitte

Kaschwitz, obersorbisch Kašecy, ist ein Ort im Zentrum des Landkreises Bautzen in Sachsen und gehört seit 1994 zur Gemeinde Panschwitz-Kuckau. Der Ort liegt in der Oberlausitz und am Rand des Siedlungsgebietes der Sorben.

## Geografie
Kaschwitz befindet sich südlich von Ostro, etwa 19 Kilometer westlich von Bautzen und zehn Kilometer südöstlich von Kamenz im Oberlausitzer Gefilde. Die guten Böden der Umgebung werden intensiv landwirtschaftlich genutzt. Im Westen befindet sich der bewaldete Leipsberg (311 m). Das Dorf wird von West nach Ost von einem Bach durchflossen, der unterhalb des Ortes in das Klosterwasser mündet. Etwas nördlich von Kaschwitz entspringt die in Richtung Nebelschütz abfließende Jauer. Die Lage des Ortes an den östlichen Ausläufern der Elstraer Berge ermöglicht einen Ausblick, der bis zum fast 30 Kilometer entfernten Czorneboh und an guten Tagen bis zur Landeskrone bei Görlitz reicht. Nach Norden hin sind die Braunkohletagebaue und das Kraftwerk Boxberg zu erkennen.
Die Nachbarorte sind Ostro im Norden, Bocka (Gemeinde Burkau) im Osten, Glaubnitz im Südosten, Säuritz im Südwesten und Gödlau (Stadt Elstra) im Westen.

## Geschichte
Die als lockeres Runddorf angelegte Siedlung wurde erstmals urkundlich im Jahre 1374 bzw. 1382 als Cassicz erwähnt. 1559 ist erstmals die heutige Namensform verzeichnet. Im Ort wurde allerdings auch ein Gefäß mit Münzen aus dem 12. Jahrhundert entdeckt, was auf eine frühere Besiedlung schließen lässt. Die Grundherrschaft lag bis ins 19. Jahrhundert beim Panschwitzer Kloster St. Marienstern, was dazu führte, dass der Ort im Gegensatz zu seinen südlichen Nachbardörfern bis heute teilweise katholisch blieb. Im Norden des Ortes, Richtung Ostro, befindet sich das ehemalige Lehngut Kaschwitz.
Bis zum 1. Januar 1957 war Kaschwitz eine eigenständige Landgemeinde; dann wurde es zunächst mit dem benachbarten Glaubnitz zur Gemeinde Kaschwitz-Glaubnitz vereinigt und 1974 nach Ostro eingemeindet. Gemeinsam mit diesem kam es 1994 zur neuen Großgemeinde Panschwitz-Kuckau.

## Bevölkerung und Sprache
Für seine Statistik über die sorbische Bevölkerung in der Oberlausitz ermittelte Arnošt Muka in den achtziger Jahren des 19. Jahrhunderts eine Bevölkerungszahl von 112; darunter waren 68 Sorben (61 %) und 44 Deutsche. Ernst Tschernik zählte 1956 in der Gemeinde Kaschwitz einen sorbischsprachigen Bevölkerungsanteil von immer noch 60,5 %. Bis heute wird im Ort auch Sorbisch gesprochen.
Die Kaschwitzer Bevölkerung ist konfessionell gespalten. Während die evangelische Mehrheit seit dem 16. Jahrhundert nach Uhyst am Taucher gepfarrt ist, gehören die katholischen Einwohner zur Pfarrgemeinde Ostro.
Seit dem Ende des Zweiten Weltkrieges liegt die Einwohnerzahl konstant bei über 100.

## Wirtschaft und Infrastruktur
Die ehemaligen Anlagen der Kaschwitzer LPG 1. Mai befinden sich am nördlichen Ortsausgang und werden bis heute durch die Landwirtschaft genutzt.

## Besonderheiten
In Kaschwitz sind mehrere traditionelle Fachwerkhäuser in gutem Zustand erhalten.

## Persönlichkeiten
- Georg Janke (1724–1794), evangelischer Pfarrer in Kotitz (1752–1759) und Hochkirch (ab 1759), geboren in Kaschwitz